# Rue Basse-des-Carmes
La rue Basse-des-Carmes est une voie située dans le quartier de la Sorbonne du 5e arrondissement de Paris.

## Situation et accès

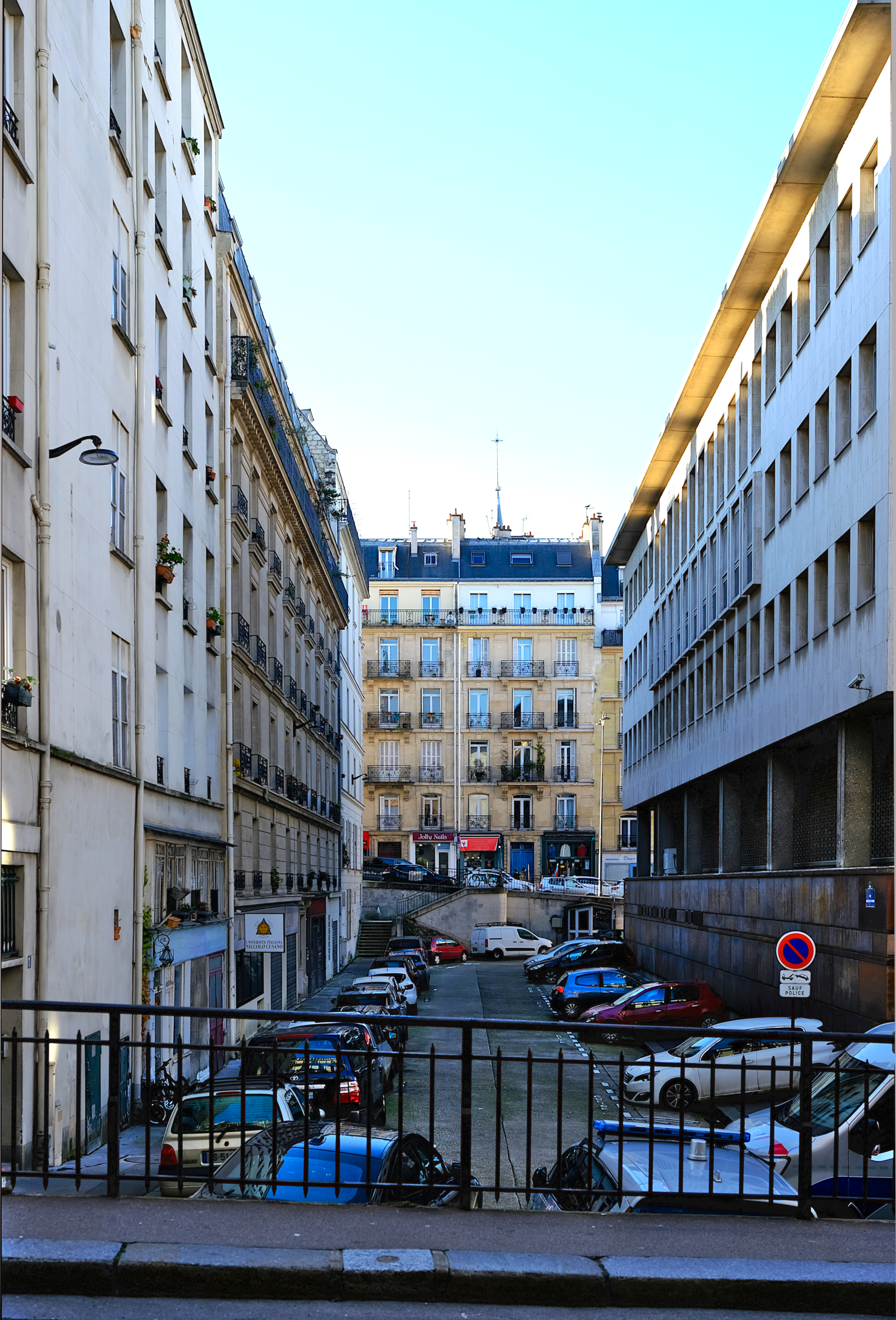
La rue est en contre-bas de la rue de la Montagne-Sainte-Geneviève et de celle des Carmes.

La rue Basse-des-Carmes est desservie à proximité par la ligne 10 à la station Maubert-Mutualité.

## Origine du nom
Elle doit son nom à l'ancien couvent des Carmes sur lequel elle a été ouverte.

## Historique
Cette rue tient son nom de son ouverture en 1818 sur l'ancien site du couvent des Grands-Carmes après décision du conseil municipal le 30 janvier 1811. En contrebas de la rue des Carmes, elle est adjointe en conséquence du qualificatif « basse ».

## Bâtiments remarquables et lieux de mémoire
- Le commissariat central du 5e arrondissement dont la rue fait entièrement le tour et le Musée de la préfecture de police. Le lieu a été le sujet d'un film documentaire de Raymond Depardon, Faits divers (1983), réalisé en grande partie dans les locaux du commissariat durant l'été 1982.
- Plaque commémorative à proximité de l'ancien emplacement du collège de Dace (1275-1430) à l'intersection de la rue de la Montagne-Sainte-Geneviève.

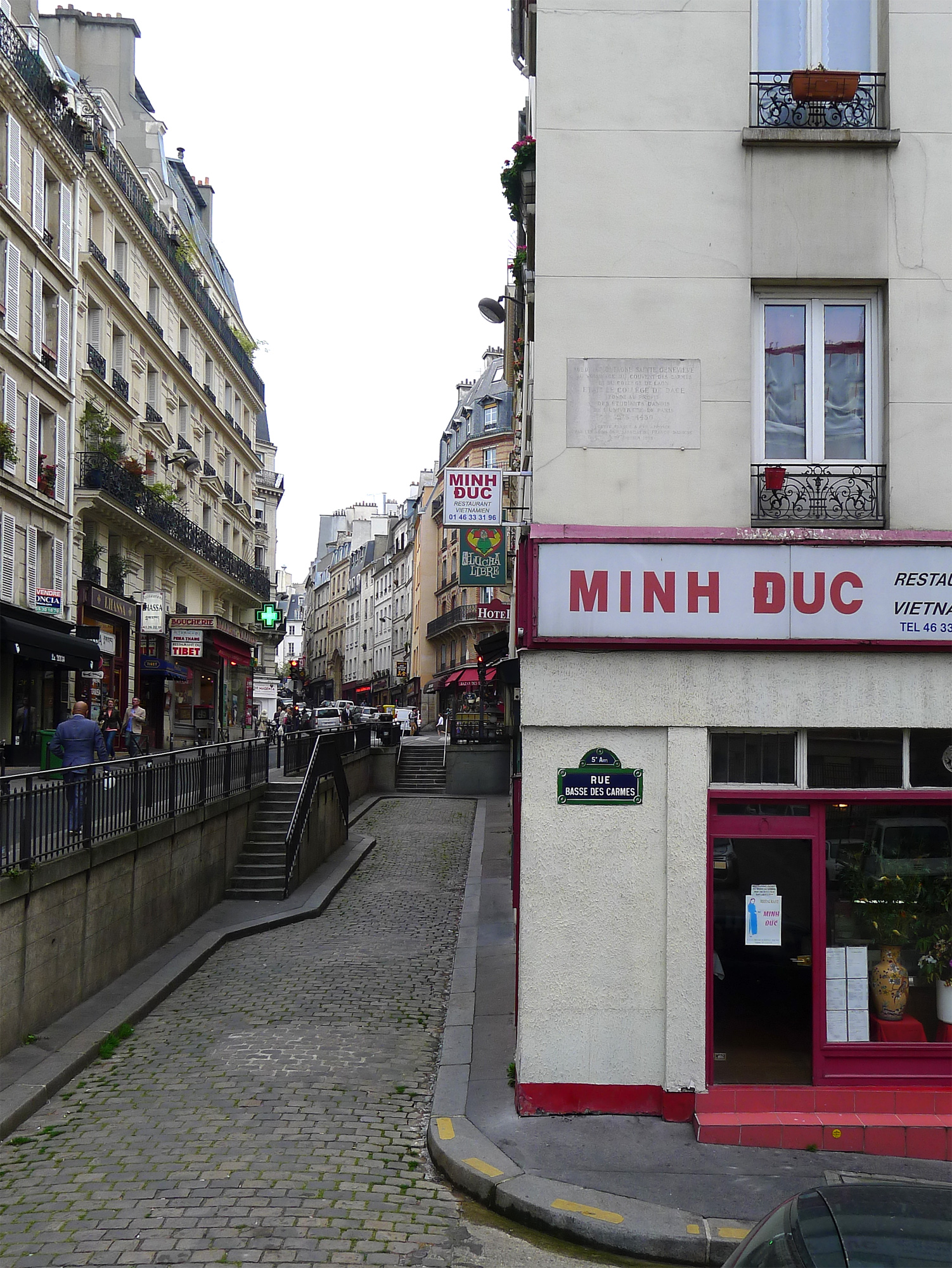
Intersection avec la rue de la Montagne-Sainte-Geneviève.
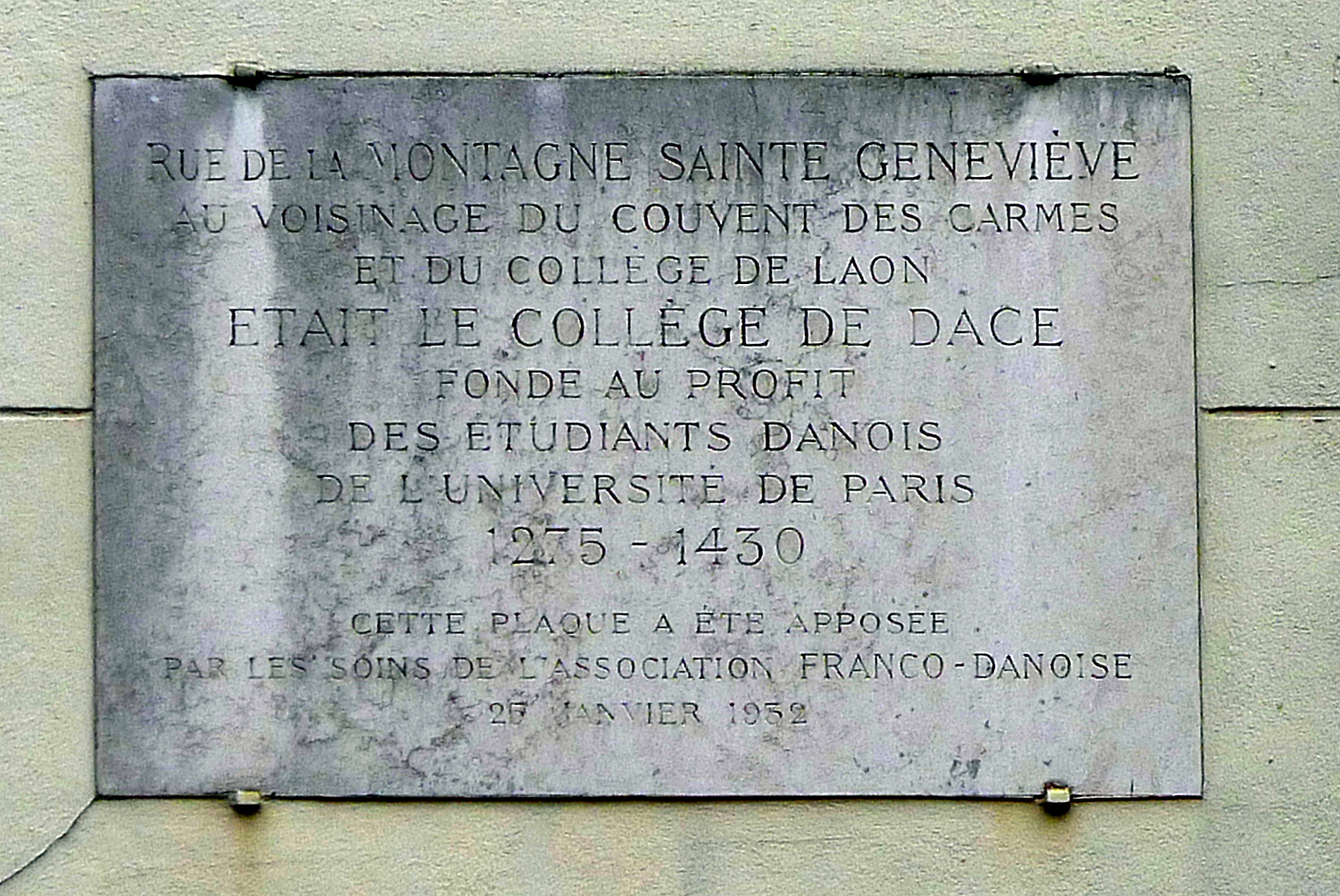
Plaque commémorative.
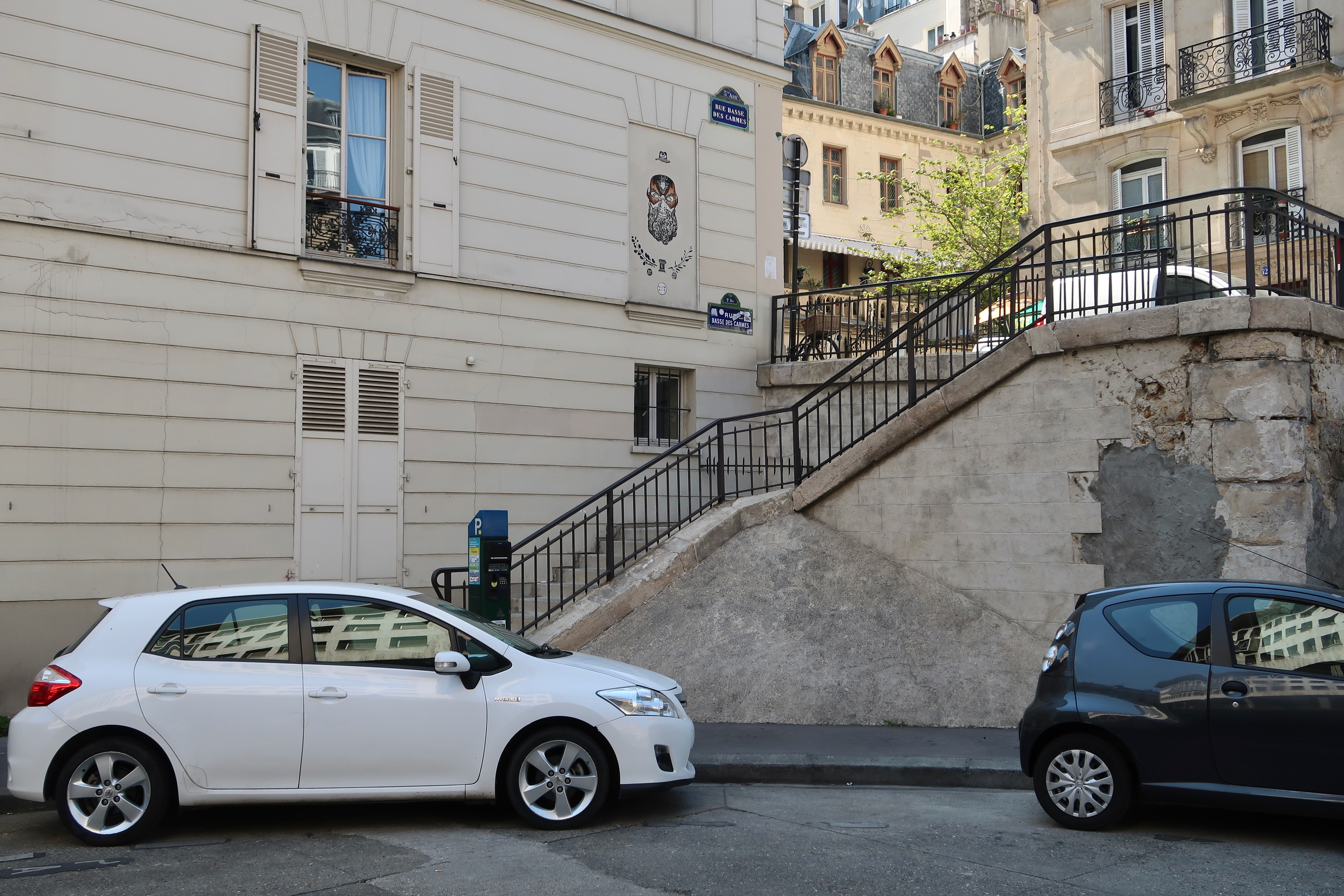
Intersection avec la rue des Carmes.